# Kornhaus (Flein)

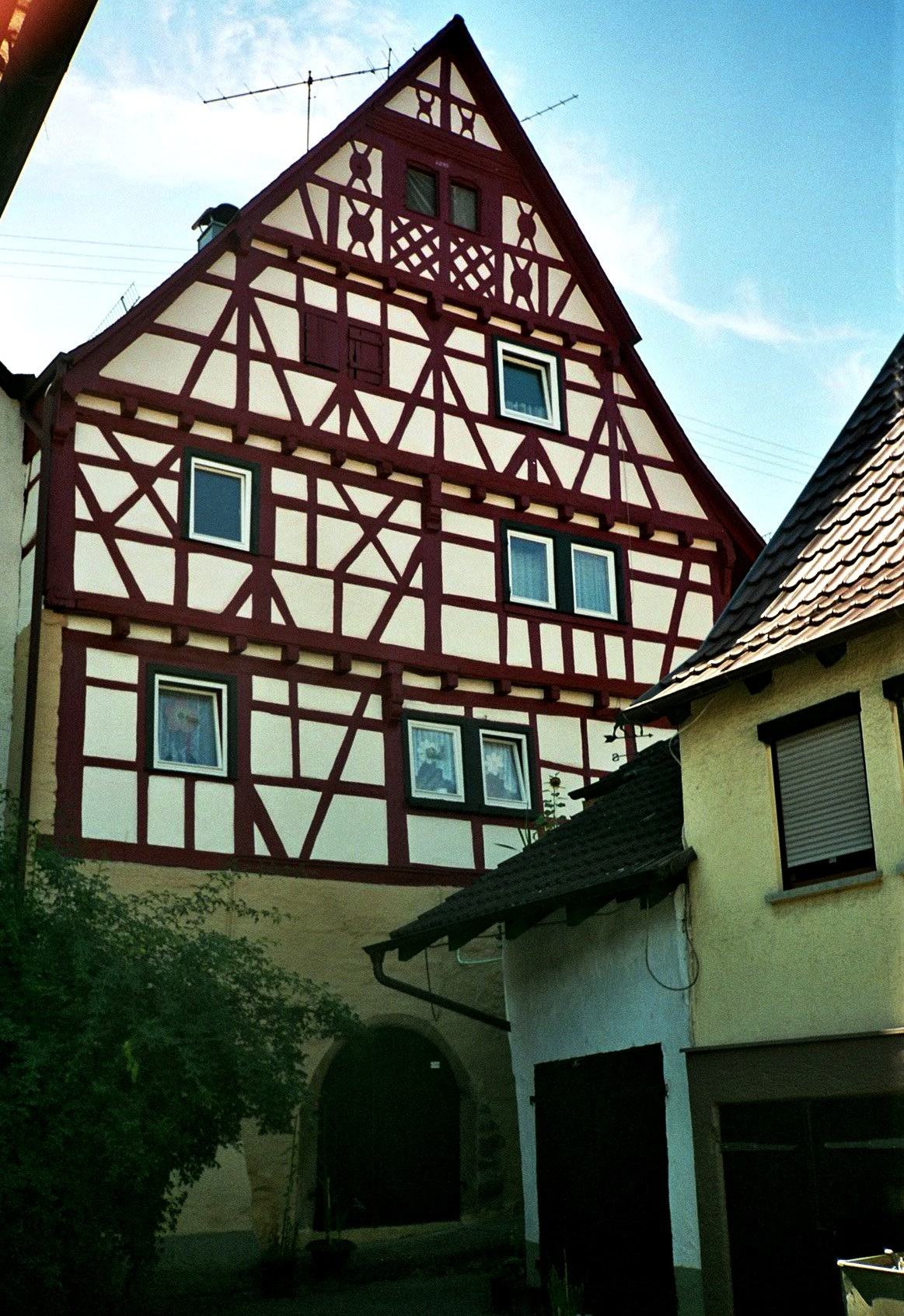
Kornhaus in Flein

Das Kornhaus in Flein zählt zu den Kunst- und Kulturdenkmälern in Stadt- und Landkreis Heilbronn. Neben dem Untergeschoss des Kirchturms der Veitskirche und dem Fischerhaus zählt das Kornhaus  zu den ältesten Gebäuden Fleins.

## Beschreibung
Das an der Schulstraße in Flein befindliche historische Fachwerkhaus wurde 1595 mit einem Zierfachwerk-Giebel im Stil der Renaissance erbaut.